# Bridgeport Hospital

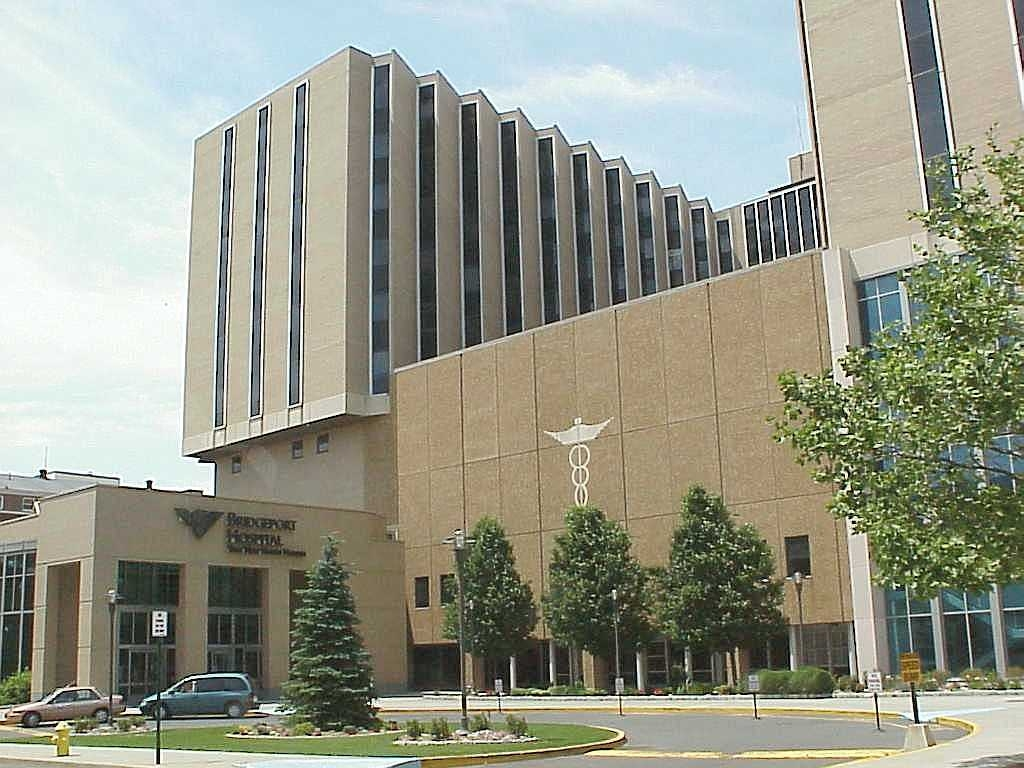
Hospital Bridgeport

| Ubicación | Bridgeport , Connecticut, Estados Unidos             |          |                  |
| Coordenadas | 41.1888° N 73.1664° O                                |          |                  |
| Organización |                                                      |          |                  |
| Sistema de atención | Privado                                              |          |                  |
| Fondos | Hospital sin fines de lucro                          |          |                  |
| Universidad afiliada | Facultad de Medicina de la Universidad de Yale       |          |                  |
| Servicios |                                                      |          |                  |
| Normas | Comisión Conjunta del Colegio Americano de Cirujanos |          |                  |
| Departamento de urgencias | Centro de traumatología de nivel II                  |          |                  |
| Camas | 501                                                  |          |                  |
| Helipuertos |                                                      |          |                  |
| Helipuerto | TAPA FAA : 0CT7                                      |          |                  |
| \| Número \| Longitud \| Longitud \| Superficie \| \| Número \| pie \| metro \| Superficie \| \| ------ \| -------- \| -------- \| ---------------- \| \| H1 \| 48 \| 15 \| Hormigón, azotea \| |                                                      |          |                  |
| Número | Longitud                                             | Longitud | Superficie       |
| Número | pie                                                  | metro    | Superficie       |
| H1 | 48                                                   | 15       | Hormigón, azotea |

## Hospital Bridgeport
Hospital Bridgeport es un hospital médico y quirúrgico general sin fines de lucro en Bridgeport, Connecticut . Es miembro del Sistema de Salud de Yale New Haven y está afiliado a la Facultad de Medicina de Yale .  Durante 2018, el Hospital Bridgeport recibió reconocimiento profesional por sus cuidados geriátricos y paliativos,  tratamiento de la diabetes,  derechos humanos  y colaboración económica local. 

## Historia
En la década de 1870, el Dr. George Lewis, un médico que ejercía en la ciudad, convenció a su tía, Susan Hubbell, de legar 13.500 dólares y un acre en la cima de Mill Hill para la construcción de un hospital, el primero en el condado de Fairfield y solo el tercero en el estado. Antes del Hospital Bridgeport, "lo más parecido a un hospital en la ciudad era una instalación en el sótano de la futura sede de la policía, donde las tasas de infección y mortalidad eran altas entre los pacientes de urgencias y los residentes pobres que recibían atención allí", según el sitio web del hospital. 
El hospital fue fundado en 1878 cuando el alcalde de Bridgeport, PT Barnum, y otros líderes de la comunidad recibieron la aprobación de la legislatura estatal para incorporar la institución. Poco después se nombró una junta directiva y Barnum fue elegido su primer presidente.  La construcción en el sitio actual comenzó en 1883 según diseños de los arquitectos locales Lambert & Bunnell .  El 12 de noviembre de 1884, el nuevo hospital comenzó a atender pacientes. 

## Descripción
El Hospital Bridgeport tiene 501 camas en dos campus, además de 42 camas autorizadas para el Hospital de Niños de Yale New Haven. Tiene más de 2.900 empleados y más de 1.110 médicos que representan más de 60 subespecialidades y 230 residentes y becarios médicos/quirúrgicos en programas afiliados a la Facultad de Medicina de Yale. 
El hospital opera un segundo campus en el sitio del antiguo Hospital Milford en Milford, Connecticut, que fue integrado con el Hospital Bridgeport por Yale New Haven Health en junio de 2019. 
Bridgeport Hospital es un centro de traumatología de nivel II certificado por el Colegio Americano de Cirujanos .  y está equipado con un helipuerto . 
En su año fiscal 2020, el hospital tuvo 21.686 altas de pacientes hospitalizados y 75.634 visitas al departamento de emergencias.  El hospital está acreditado por la Joint Commission . 
El hospital puede albergar hasta seis pacientes a la vez en su cámara de medicina hiperbárica, también conocida como terapia de oxígeno hiperbárico.   y opera el único centro especializado en atención de quemaduras en Connecticut.  El Instituto Oncológico Norma F. Pfriem del hospital, que incluye el Centro de Atención de Mamas Norma F. Pfriem y otros centros oncológicos de excelencia, está aprobado por el Colegio Estadounidense de Cirujanos como Programa Oncológico de Hospital Docente, 
Los Centros de Rehabilitación Ahlbin brindan servicios integrales de rehabilitación musculo esquelética, neurológica y cognitiva, incluidos servicios especializados para niños pequeños. Las líneas de servicio incluyen fisioterapia, terapia ocupacional, patología del habla y el lenguaje y terapia recreativa.